# Naome Bradshaw
Naome Bradshaw, amerikansk singer/songwriter, bland annat influerad av Bonnie Raitt, Heart, Tina Turner och Martina McBride. Hon finns även med som gäst i en episod (#262, CABF12) av TV-serien Simpsons.